# ジョー・クラウン
ジョー・クラウン (Joe Krown) は、アメリカ合衆国ルイジアナ州ニューオーリンズを拠点に活動するキーボード奏者。晩年のクラレンス・"ゲイトマウス"・ブラウンのバンドへ10年以上の長きに渡って在籍していたことで知られる。ソロ・アーティストとしては、彼はいくつかの演奏スタイルを使い分けている。ピアノを弾くと伝統的なニューオーリンズ・スタイルを中心としたサウンドを展開し、また自身のバンド、ジョー・クラウン・オルガン・コンボでは全面的にハモンドB-3オルガンを弾き、そのサウンドはよりジャズっぽくファンキーである。

## 来歴

### 初期
クラウンは、ニューヨーク州のウェストベリー、およびロングアイランドで幼少期を過ごし、幼い頃からピアノに慣れ親しんで育った。ニューヨーク州立大学バッファロー校在学中にクラウンはハモンド・オルガンを弾くようになり、間もなくプロのミュージシャンの活動をするために大学を中退した。
1980年代にクラウンは当時の妻とともに自らのバンドを結成し、ニューヨークおよびニューイングランド地方で活動するようになった。また彼はチャック・ベリーのツアー用のバンドにも加入し、彼と東海岸のツアーを経験している。
1980年代後半になると、クラウンはマディ・ウォーターズとの活動でも知られるルーサー"ギターJr."ジョンソンのバンドに参加した。クラウンは在籍期間中、ジョンソンとツアーをともにし、また2枚のアルバムのレコーディングにも参加している。

### ゲイトマウス・ブラウンのバンド時代
1992年、クラウンはゲイトマウスのバンド、ゲイツ・エクスプレスに参加するため、ニューオーリンズに移住した。以後、彼はゲイトマウスが2005年に亡くなるまでの13年ほどの期間、彼のバンドで活動を続けた。クラウンはこの間ゲイトマウスと4枚のアルバムをレコーディングし、ゲイトマウスとともに全米および世界のツアーを経験した。1995年には、ゲイトマウスがエリック・クラプトンの世界ツアーの前座に抜擢され、クラウンもバンドの一員としてクラプトンとツアーをしている。

### ソロ・アーティストとして
クラウンがソロ・アーティストとしてデビューを果たしたのは1998年のことだった。この年、彼はSTRデジタル・レコードよりアルバム「Just the Piano...Just the Blues」をリリースしている。このアルバムは、伝統的なブルースやブギウギのスタイルによるピアノ・ソロ作だった。
1999年、クラウンはジョー・クラウン・オルガン・コンボを結成し、同年このバンド名義でアルバム「Down & Dirty」をリリースした。この作品で彼は全曲でオルガンをプレイし、前作よりも幅広い音楽性を披露した。3曲でゲイトマウスが特別ゲストとして参加している 彼は続く2000年の作「Buckle Up」でも4曲に参加している。
オルガン・コンボは間もなくニューオーリンズで定期的活動を行うようになり、ヨーロッパ、サンフランシスコ、オタワなどの都市でも公演を行うようになった。彼らは2002年、2作目にあたるFunk Yardをリリースしている。
オルガン・コンボとは別に、クラウンは2000年からギタリストのジョン・フォール（ドクター・ジョン・バンドでの活動で知られる）とハーモニカ/アコーディオン奏者のジャンピン・ジョニー・サンソンと組み、トリオでの活動も開始した。このユニットではフォールとサンソンがヴォーカルを取り、クラウンはピアノを担当。ストレートで伝統的なブルースをプレイした。2004年、このユニットはアルバム「Sansone, Krown & Fohl 」をサンソンのレーベル、ショートスタック・レコードからリリースしている。
その他のプロジェクトとしては2003年から活動しているジョー・クラウンズ・スウィング・バンド、オルガン・コンボのバンド・メンバー、ブリント・アンダーソン、マイク・バラスと結成したジョー・クラウン・トリオなどがある。このトリオは2007年にアルバム「Old Friends」をリリースしている。2007年からはウォルター"ウルフマン"ワシントン、ラッセル・バティストJr.と結成したクラウン・ワシントン・バティストでニューオーリンズのクラブ、メイプル・リーフ・バーで定期的に活動するようになった。2017年にはドラムスがバティストからウェイン・モローに交代。活動は続いたものの、ワシントンの死去に伴い、このトリオの活動は終焉を迎えた。また、彼はファンク・バンド、ニューオーリンズ・ジュースのメンバーとしても活動し、2005年のライブ盤「Hey Buddy」にも参加している。
2008年には、クラウン・ワシントン・バティスト名義のライヴ盤「Live at the Maple Leaf」をリリース。同ユニットでは「Triple Threat」（2010年）、「Soul Understanding」（2013年）をリリースしている。
クラウンは、2017年6月にケニー・ウェイン・シェパードのバンドに加入。ソロ活動と並行して、シェパードのピアノ/オルガン奏者としてフル・タイムでツアー、レコーディングを行なっている。
2023年には、ドクター・ジョン、アラン・トゥーサン、ジェイムズ・ブッカーらの楽曲に取り組んだアルバム「Tribute」をリリース。ゲストにアイヴァン・ネヴィル、ケニー・ウェイン・シェパード・バンドのヴォーカリスト、ノア・ハント、ミーターズのギタリスト、レオ・ノセンテリらが参加している。

## ディスコグラフィー

### 自己名義の作品
- 1997年Just The Piano Just The Blues (STR Digital)  ピアノ・ソロ
- 1999年 Down & Dirty (STR Digital) オルガン・コンボ
- 2000年 Buckle Up (STR Digital)
- 2002年 Funk Yard (STR Digital) オルガン・コンボ
- 2003年 New Orleans Piano Rolls (STR Digital) ピアノ・ソロ
- 2004年 Sansone, Krown & Fohl (ShortStack)
- 2005年 Livin' Large (Joe Krown) オルガン・コンボ
- 2007年 Old Friends (Independent)  ジョー・クラウン・トリオ
- 2008年 Live at the Maple Leaf (Independent) クラウン・ワシントン・バティスト
- 2010年 Triple Threat (Independent) クラウン・ワシントン・バティスト
- 2012年 Exposed (Independent)  ソロ・ピアノ
- 2013年 Soul Understanding (Independent) クラウン・ワシントン・バティスト
- 2021年 City Country City (Gulf Coast) ジェイソン・リッチとのデュオ
- 2023年 Tribute (Sledgehammer Blues)

### ルーサー"ギターJr."ジョンソンの作品
- 1990年 I Want to Groove with You (Bullseye Blues)
- 1992年 It's Good to Me (Bullseye Blues)[7]

### ゲイトマウス・ブラウンの作品
- 1994年 The Man (Verve/Gitanes)
- 1997年 Gate Swings (Verve/Gitanes)
- 1999年 American Music, Texas Style (Verve/Blues Thumb)
- 2001年 Back to Bogalusa (Verve/Blues Thumb)
- 2003年 Clarence "Gatemouth" Brown" in Concert (in-akustik - DVD)
- 2006年 Carlos Santana Presents Blues at Montreux 2004 (RED Distribution - DVD)[8]

### ケニー・ウェイン・シェパード・バンドの作品
- 2017年 Kenny Wayne Shepherd / The Traveler (Concord)
- 2020年 Kenny Wayne Shepherd / Straight To You: Live (ADA/Provogue)

### その他参加作品
- 1998年 Bobby Charles / Secret of the Heart (Stony Plain)
- 2000年 Kid Ramos / West Coast House Party (Evidence Music)
- 2003年 Mathilda Jones / There's Something Inside Me and It's Called the Blues (Southland)
- 2004年 Amanda Shaw / I'm Not A Bubble Gum Pop Princess (Little Fiddle Records)
- 2004年 Bobby Charles / Last Train to Memphis (Rice 'n' Gravy)
- 2005年 Juice / Hey Buddy (DJR)
- 2008年 Bobby Charles / Homemade Songs (Rice 'n' Gravy)[9]